# Yoctoseconde
| Kleinere eenheden | Kleinere eenheden | Kleinere eenheden |
| factor            | naam              | symbool           |
| ----------------- | ----------------- | ----------------- |
| 10−30             | quectoseconde     | qs                |
| 10−27             | rontoseconde      | rs                |
| 10−24             | yoctoseconde      | ys                |
| 10−21             | zeptoseconde      | zs                |
| 10−18             | attoseconde       | as                |
| 10−15             | femtoseconde      | fs                |
| 10−12             | picoseconde       | ps                |
| 10−9              | nanoseconde       | ns                |
| 10−6              | microseconde      | µs                |
| 10−3              | milliseconde      | ms                |
| 1                 | seconde           | s                 |
| 103               | kiloseconde       | ks                |

Een yoctoseconde is een quadriljoenste van een seconde (10−24 van een seconde of 1 ys). Het woord wordt gevormd door het voorvoegsel yocto, gevoegd bij de eenheid seconde. Men spreekt in het dagelijkse leven nooit van een yoctoseconde, omdat het extreem vele ordes van grootte kleiner is dan wat mensen kunnen waarnemen, zelfs met elektronische apparatuur. Deze eenheid wordt evenwel zelden aangewend in de scheikunde en de fysica. Deze tijd is onmogelijk te meten met elektronische hulpmiddelen. We kunnen maximaal een tijdsinterval van 1×108 ys waarnemen.

## Yoctoseconden in de wetenschap
- 91 yoctoseconden is de halveringstijd van de onstabiele isotoop lithium-4